# 皮泰廖
皮泰廖（義大利語：Piteglio），原为意大利托斯卡纳大区皮斯托亚省的一个市镇。总面积50.05平方公里，人口1837人，人口密度36.7人/平方公里（2009年）。ISTAT代码为047015。
2017年皮泰廖和圣马尔切洛-皮斯托耶塞合并为新的圣马尔切洛-皮泰廖市镇。